# Debazifikace
Debazifikace je chemický proces vyluhování bazických kationtů  (např. Ca a Mg) při vzniku půdního tělesa. Díky debazifikaci dochází k okyselení půdy, tzv. acidifikaci. Rozmáhají se acidofilní rostliny, jako mechy. Důvody debazifikace mohou být různé a navzájem působící: intenzivní závlahy a vymývání bazických kationtů, eroze s odkrýváním kyselé spodiny, více obilovin v osevním postupu, které odebírají bazické látky, apod.